# بئر بحره
بئر بحره أول بئر نفطي يتم اكتشاف النفط فيه في الكويت وذلك في عام 1936، يقع في الشاطئ الشمالي من جون الكويت، وقد تم حفره حتى عمق 7950 قدم دون أن تتحق اكتشافات نفطية تجارية.